# Siddeley Puma
Siddeley Puma — британский поршневой рядный 6-цилиндровый авиадвигатель жидкостного охлаждения, разработанный в конце Первой мировой войны компанией Siddeley-Deasy.

## История создания
Основой конструкции двигателя стала одна из моделей B.H.P, доработанная впоследствии как Galloway «Adriatic». Из-за трудностей с организацией выпуска, ей не удалось добиться особого успеха.
В январе 1917 года очередную попытку доработки двигателя, первоначально называвшегося «Siddeley 1S» предприняла Siddeley-Deasy. Уже в августе того же года его первые экземпляры покинули цеха завода в Ковентри. Производство продолжалось до декабря 1918 года и по крайней мере 4288 штук из предполагавшегося объёма в 11.500 были сданы на момент отмены заказа из-за наступившего перемирия.
В 1918 году существовала также модификация с усиленными шатуном и клапанами, но ожидаемой степени сжатия 5,4:1 на ней добиться не удалось.
После того как в 1920 году компания Siddeley-Deasy была выкуплена фирмой «Armstrong Whitworth», она именовалась далее Armstrong Siddeley, а двигатель — «Armstrong Siddeley Puma», соответственно.
Дальнейшим развитием «Пумы» стали 12-цилиндровый Siddeley Pacific и разработки компании ADC: «Nimbus» (1926) и его не пошедшая в серию версия с воздушным охлаждением ADC Airsix.
Широко распространённая версия, что "4-цилиндровый вариант двигателя Siddeley Puma с воздушным охлаждением использовался в британском лёгком танке Vickers Mk E, а его советская копия ГАЗ-Т-26 — в легком танке Т-26" не выдерживает малейшей критики: масса меньшего танкового вдвое больше, чем у "Пумы" при том, что диаметр цилиндров и ход поршней - значительно меньше.

## Применение
- Двигатели «Puma» устанавливались на британских бомбардировщиках Airco D.H.9. Они показали себя недостаточно надёжными и не выдававшими ожидаемой мощности, отчего самолёт по многим параметрам уступал своему предшественнику, Airco DH.4. К тому же ситуацию усугублял неаккуратный монтаж двигателя. Лишь установка американских Liberty 12 помогла устранить проблему. Получившаяся в результате модификация самолёта называлась D.H.9A[1].
- Предпринимались попытках установки этого двигателя на первый прототип бомбардировщика Airco DH.10 с толкающим воздушным винтом, однако, выявились те проблемы; при дальнейших испытаниях и серийном выпуске использовались уже другие моторы.
- Short Silver Streak (1920)
- Устанавливался на лёгком британском танке Vickers mk e

## Экспозиция в музеях

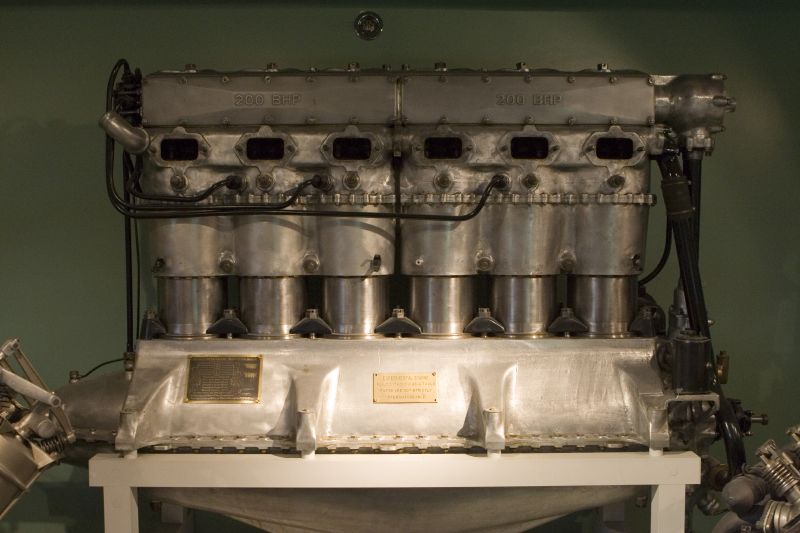
Siddeley-Deasy Puma в канадском музее авиации и космоса

Двигатель Siddeley Puma представлен в экспозициях следующих музеев:
- Канадский музей авиации и космоса, Оттава.